# 藤原政博
藤原 政博（ふじわら まさひろ、1946年11月14日 - ）は、日本の実業家。ライトオン創業者で、同社初代代表取締役社長を経て、2011年から代表取締役会長を務める。

## 人物・経歴
1974年まるふじ取締役に就任。1980年にライトオンを設立し、同社初代代表取締役社長としてナショナルブランドのジーンズを中心とした衣料品の専門店を展開し、成功させた。1991年ライトオン興産（現藤原興産）設立。2000年ライトオンを東京証券取引所1部に上場。2002年ライトオン営業本部長兼務。2011年ライトオン代表取締役会長。